# Anthospermum
Genre
Anthospermum est un genre de plantes à fleurs de la famille des Rubiaceae, comprenant une quarantaine d'espèces réparties en Afrique et sur la péninsule arabique.

## Répartition
Ce genre est représenté dans une grande partie de l'Afrique, du Cameroun à l'ouest jusqu'à Madagascar à l'est, du Soudan au nord jusqu'à l'Afrique du Sud, ainsi que sur la péninsule arabique.

## Systématique

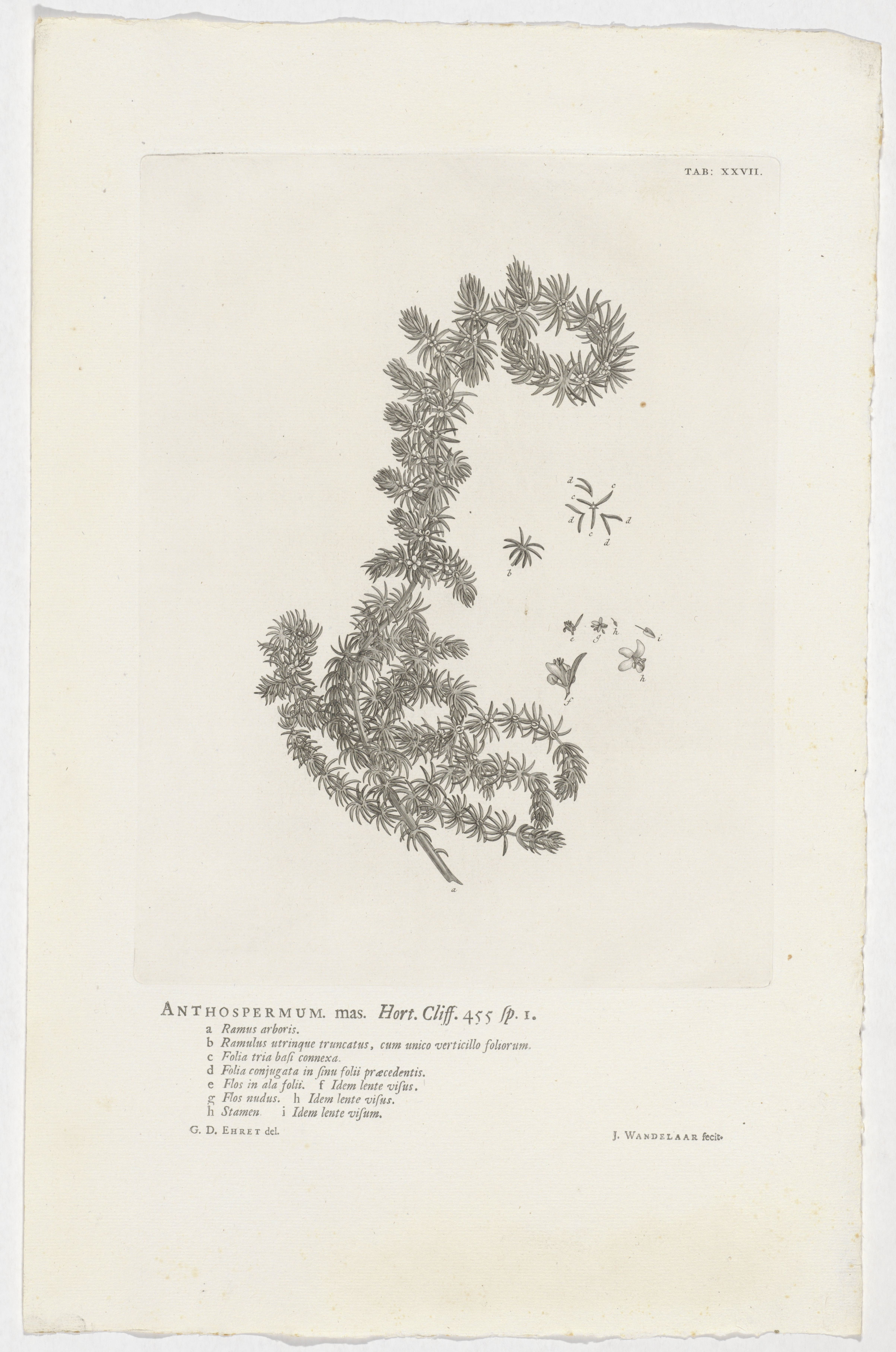
Illustration botanique de l'espèce type Anthospermum aethiopicum.

Ce genre est décrit en 1753 par le naturaliste suédois Carl von Linné, dans son ouvrage Species Plantarum, fondateur de la nomenclature botanique moderne. L'espèce type est Anthospermum aethiopicum.
Le genre Ambraria Heist. ex Fabr. est synonyme de Anthospermum,.

## Liste des espèces
Selon Plants of the World online (POWO) (13 février 2022) :
- Anthospermum aethiopicum L.
- Anthospermum ammannioides S.Moore
- Anthospermum asperuloides Hook.f.
- Anthospermum basuticum Puff
- Anthospermum bergianum Cruse
- Anthospermum bicorne Puff
- Anthospermum comptonii Puff
- Anthospermum dregei Sond.
- Anthospermum emirnense Baker

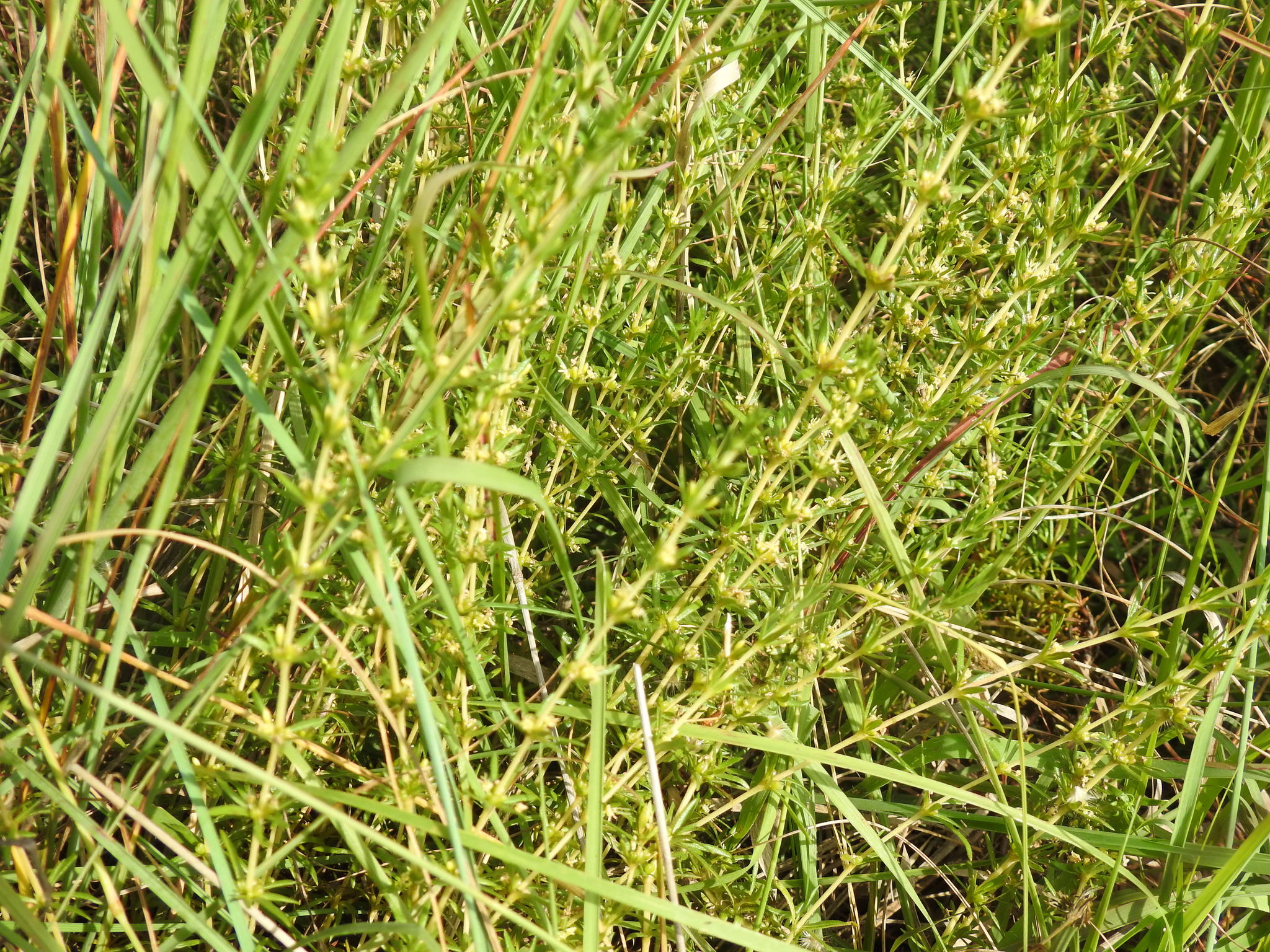
Anthospermum rigidum.

- Anthospermum ericifolium (Licht. ex Roem. & Schult.) Kuntze
- Anthospermum esterhuysenianum Puff
- Anthospermum galioides Rchb. ex Spreng.
- Anthospermum galpinii Schltr.
- Anthospermum herbaceum L.f.
- Anthospermum hirtum Cruse
- Anthospermum hispidulum E.Mey. ex Sond.
- Anthospermum ibityense Puff
- Anthospermum isaloense Homolle ex Puff
- Anthospermum littoreum L.Bolus
- Anthospermum longisepalum Homolle ex Puff
- Anthospermum madagascariense Homolle ex Puff
- Anthospermum monticola Puff
- Anthospermum pachyrrhizum Hiern
- Anthospermum palustre Homolle ex Puff
- Anthospermum paniculatum Cruse
- Anthospermum perrieri Homolle ex Puff
- Anthospermum prostratum Sond.
- Anthospermum rigidum Eckl. & Zeyh.
- Anthospermum rosmarinus K.Schum.
- Anthospermum spathulatum Spreng.
- Anthospermum streyi Puff
- Anthospermum ternatum Hiern
- Anthospermum thymoides Baker
- Anthospermum usambarense K.Schum.
- Anthospermum vallicola S.Moore
- Anthospermum villosicarpum (Verdc.) Puff
- Anthospermum welwitschii Hiern
- Anthospermum whyteanum Britten
- Anthospermum zimbabwense Puff